# Klient (datalogi)
En klient är inom datavetenskap ("datalogi") ett datorprogram som är avsett att kommunicera med ett annat program på en server. Servern kan tillhandahålla kommunikationstjänster, datalagring, beräkningskapacitet eller annat som bäst sköts centraliserat, medan klienten ofta mer direkt styrs av en enskild användare. Servern finns ofta på samma dator som klienten eller på en skild serverdator.

## Exempel
- En webbserver som tillhandahåller information och en webbläsare som agerar klient och således visar informationen.
- Ett flerspelarspel där spelarna använder ett datorspel som en klient för att spela mot varandra på en server.
- Ett program för IP-telefoni är en server då det väntar på inkommande samtal, medan motsvarande uppringande program är klient. Här kan programmen vara identiska, men ha roll som klient respektive server.
- Tillgängliga skrivare kan skötas av ett serverprogram som tar emot utskriftsjobb av andra program, som då är klienter. På så sätt undviks att flera program försöker kontrollera skrivaren samtidigt.